# Isabel Paço d'Arcos
Isabel Paço d'Arcos (Lisboa, 1955 — 23 de fevereiro de 2009), nome completo Maria Isabel Roquette Corrêa da Silva (Paço d'Arcos) foi uma escritora portuguesa.
viveu os seus últimos anos no Alentejo na região de Monsaraz, dedicando-se a tempo inteiro à pesquisa esóterica. 
Escritora e pesquisadora, foi autora do livro "Um Amigo no Além" publicado em 2000 na coleção 3º Milénio da Editora Pergaminho.
Era filha dos do poeta Anrique Paço d'Arcos, 2.º conde de Paço d'Arcos e mãe de Maria Roquette Cardoso, , o Poeta da Saudade (dilecto discípulo de Teixeira de Pascoaes), sobrinha do romancista Joaquim Paço d'Arcos e irmã do escritor Carlos Paço d'Arcos